# Castione della Presolana
Castione della Presolana es una localidad y comune italiana de la provincia de Bérgamo, región de Lombardía, con 4.285 habitantes.

## Evolución demográfica
| Gráfica de evolución demográfica de Castione della Presolana entre 1861 y 2001 |
|                                                                                |
| Fuente ISTAT - elaboración gráfica de Wikipedia                                |